# Xestia schaeferi
Xestia schaeferi är en fjärilsart som beskrevs av Márton Hreblay och Ronkay 1998. Xestia schaeferi ingår i släktet Xestia och familjen nattflyn. Inga underarter finns listade i Catalogue of Life.